# Башловка Михайло Федорович
Миха́йло Фе́дорович Башло́вка  (19 листопада 1924, хутір Макухи, нині село Зіньківського району Полтавської області — 30 квітня 1973, Київ) — український сліпий бандурист.

## Життєпис
Михайло Федорович Башловка родом із Полтавщини. Народився сліпим 19 листопада 1924 на хуторі Макухи (нині село Зіньківського району Полтавської області). Вчився в школі сліпих у Полтаві, потім у Житомирi, Києві.
Грати на бандурі почав 1940 року. Грав на хроматичній бандурі.
У 1944—1945 роках мандрував із кобзою по Полтавщині, Харківщині, Київщині.
1945 року оселився в Києві. Грав в кобзарському ансамблі при Київському товаристві сліпих.
Одружився 1948 року, мав 6 дочок. Дружина кобзаря Прасковія Башловка проживає в Канаді з дочкою Марією. Бандура бандуриста збереглася, знаходиться у Києві в родині онука Максима Тарасенко
В останні роки життя Башловка працював друкарем друкарського цеху київської фірми «Світанок». У вільні хвилини творив, імпровізував.
Помер Башловка 30 квітня 1973 року в Києві. Похований на Байковому цвинтарі, ділянка 42.

## Творчість
Думи:
- «Про Івана Богуна» (на власний вірш).

Пісні:
- «Про голод» (на власний вірш),
- «Як полки Богдана» (на власний вірш),
- «До кобзи» (на вірш Пантелеймона Куліша),
- «Козачий кістяк» (на вірш Василя Мови),
- «Стоїть в селі в Суботові» (на вірш Тараса Шевченка),
- «Пам'яті тридцяти» (на вірш Павла Тичини),
- «Ельдорадо» та «Сон» (на вірші Володимира Самійленка),
- «Євшан-зілля» (на вірш Миколи Вороного).

Також створив кілька пісень на вірші Олександра Олеся.
Балади:
- «Ярина» (на вірш Бориса Грінченка).